# Kostel Panny Marie (Shetlandy)
Kostel Panny Marie (anglicky St. Mary's Church), jeden ze tří středověkých kostelů na shetlandském ostrově Bressay (další dva jsou St. Ola's Church a St. John's Chapel), se nachází na východní straně zátoky Cullingsburgh.

## Historie
Z kostela se dodnes dochovaly pouze ruiny (nízké zdi a štítová zeď). Půdorys kostela je křížový (jde o jediný shetlandský kostel ve tvaru kříže), některé části kostela byly dostavěny až v 17. století. Kostel Panny Marie byl využíván až do počátku 18. století. Uvnitř kostela je deska se vzpomínkami na události blízko tohoto místa.

## Bressayský kámen
Kolem roku 1851 vedle hřbitova u kostela nalezl neznámý dělník kamennou desku, dnes známou jako Bressayský kámen (odvozeno od názvu ostrova). Kámen vznikl v 8. či 9. století. Dnes je replika kamene na hřbitově u kostela.

## Hřbitov
Hřbitov je ještě starší než Bressayský kámen, jelikož je postaven na kamenné konstrukci z doby železné, která je starší než kámen. Zbytky konstrukce můžeme naleznout na severozápadě hřbitova.